# 默兹河畔埃皮耶
默兹河畔埃皮耶（法語：Épiez-sur-Meuse，法語發音：[epje syʁ møz]）是法国默兹省的一个市镇，属于科梅尔西区。

## 地理
默兹河畔埃皮耶（48°32'42"N, 5°38'23"E）面积8.19 平方千米，位于法国大東部大區默兹省，该省份为法国西北部内陆省份，北与比利时接壤，西接马恩省和阿登省，南至上马恩省和孚日省，东临默尔特-摩泽尔省。
与默兹河畔埃皮耶接壤的市镇（或旧市镇、城区）包括：阿芒蒂、巴东维利耶-热罗维利耶、比雷昂沃、韦斯河畔马克塞。

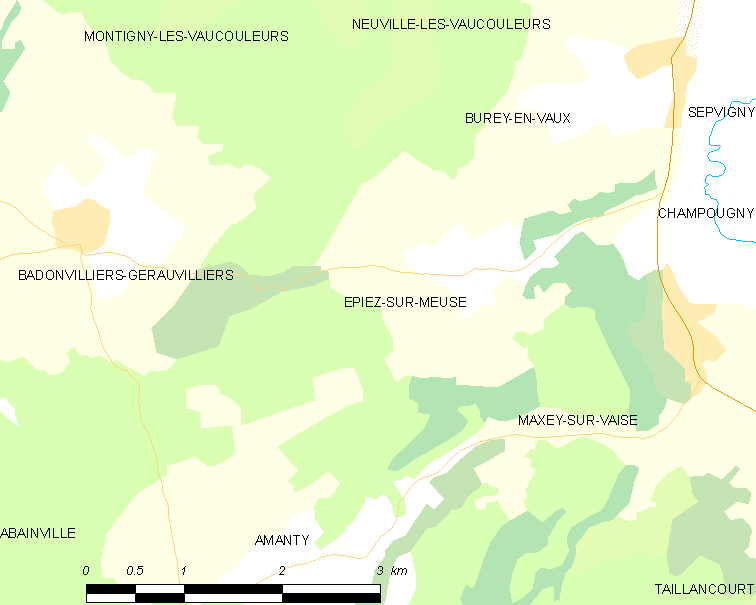
默兹河畔埃皮耶的OSM定位图

默兹河畔埃皮耶的时区为UTC+01:00、UTC+02:00（夏令时）。

## 行政
默兹河畔埃皮耶的邮政编码为55140，INSEE市镇编码为55173。

## 政治
默兹河畔埃皮耶所属的省级选区为沃库勒尔县。

## 人口

1962-2008年间默兹河畔埃皮耶人口变化图示

默兹河畔埃皮耶于2022年1月1日时的人口数量为38人。